# Ахед Тамими
Ахед Тамими (арап. عهد التميمي; Ахад ат-Тамими; рођена 31. јануара 2001) палестинска је активисткиња из села Наби Салих на окупираној Западној обали, Палестина. Најпознатија је по приказима на фотографијама и видео записима у којима се супротставља израелским војницима. Њени заговорници сматрају је борцем за слободу Палестине, упоређујући је с Малалом Јусуфзаи, док њени противници тврде да њом манипулишу политички родитељи и да је научена да промовише насиље.
У децембру 2017. године израелске власти су је притвориле због шамарања војника. Инцидент је снимљен и приказан је широм света, привлачећи међународни интерес и расправу. Ахед Тамими је осуђена на осам месеци затвора након што је пристала на преговарање о признању кривице и пуштена је на слободу 29. јула 2018.

## Детињство
Ахед Тамими рођена је 31. јануара 2001. у Наби Салиху, малом селу које се налази око 20 километара северозападно од Рамале, на Западној обали на палестинским територијама. Њен отац Басем Тамими рођен је 1967. године, када је започела израелска окупација. У јануару 2018. изјавио је да он и његова деца „познају само живот контролних пунктова, личних докумената, притвора, рушења кућа, застрашивања, понижавања и насиља. То је њихова нормалност”.
Према њеном оцу, Ахед је била изложена претњама израелских снага кад год је препозната. Да би је заштитили од узнемиравања, родитељи су је преселили код рођака у Рамали, како не би морала да пролази кроз израелске контролне пунктове да би наставила средњошколско образовање. Према Басемовој процени, њихов породични дом, који је предвиђен за рушење 2010. године непосредно пре организовања недељних протеста у селу, од септембра 2017. био је подвргнут више од 150 војних рација.

## Активизам
Тамими је учествовала у протестима и политичкој агитацији изражавајући противљење ширењу израелских илегалних насеља и притвору Палестинаца. Тврдила је да ће документовани, организовани протести против израелске окупације довести до ширег признавања палестинске борбе за аутономију; њене познате фотографије и видео снимци изазвали су талас реакција јавности у Израелу и Палестини, као и на међународном нивоу.
Када је имала 11 година, палестински председник Махмуд Абас похвалио је Ахед због покушаја интервенције током хапшења њене мајке у августу 2012. године. Када је израелски војник 2012. године ухапсио њеног старијег брата, у међународним медијима помиње се и Ахед. Фотографија на којој држи испружену песницу док се суочава са војником постала је вирална на друштвеним мрежама и тадашњи турски премијер Реџеп Тајип Ердоган позвао ју је да отпутује у Турску. Три године касније привукла је пажњу након што је примећена како гризе и удара маскираног израелског војника који је био у процесу одвођења њеног млађег брата јер је бацао камење. У децембру 2016. године, Сједињене Државе одбиле су Ахедин захтев за визу ради турнеје говорништва под називом „Ниједно дете иза решетака/животни отпор“.

### Инцидент са шамаром
Ахед Тамими је 15. децембра 2017. учествовала на протесту у Наби Салиху против ширења израелских илегалних насеља у близини њеног села. Протест је постао насилан када је око 200 демонстраната бацало камење на израелске војнике; војници су се организовали како би угушили немире и ушли су у кућу Тамимијевих како би растерали демонстранте који су, према речима војске, наставили да бацају камење из куће. Према речима породице Тамими, током протеста је петнаестогодишњи Мухамед Тамими упуцан у главу из непосредне близине гумом покривеним челичним метком који га је тешко ранио. Ахед је, заједно са мајком и рођаком Нур, пришла двојици војника испред куће и снимљене су како их шамарају, ударају и гурају, а војници нису одговорили.
Мухамед Тамими стављен је у медицински изазвану кому, како би лекари могли да излече повреду главе, а неколико дана касније поново је повратио свест. Снимци инцидента постављени су на Фејсбук страницу Нериман Тамими и подељени су широм света. Данима касније, 19. децембра, Ахед је ухапшена током ноћне рације. Упркос забринутости због коришћења војног суда за случај против малолетнице која је можда издвојена због „срамоћења окупације”, тринаест дана касније Ахед је оптужена за напад, подстрекивање насиља и бацање камења; придружили су јој се мајка и Нур, након што су ухапшене због истог инцидента.
Њена мајка је такође оптужена за подстрекивање и напад након што је објавила видео у којем, према оптужници, Ахед позива на насилне нападе на Израел. Случај је привукао глобалну пажњу и покренуо расправу о уздржавању војника у палестинским и израелским друштвима. Протести за подршку Ахед Тамими одржани су широм Северне Америке и Европе.
Дана 24. марта 2018. године, Ахед Тамими је пристала на споразум о признању кривице са тужиоцима, при чему је одлучено да издржава осам месеци затвора и плати казну од 5.000 шекела (1.300 евра). Као део споразума, признала је кривицу по једној тачки напада, једној тачки подстрекивања и две тачке за ометање службеног лица у вршењу дужности, које нису директно у вези са инцидентом из децембра 2017. Док је била у затвору, Тамими је завршила средњу школу; пуштена је 29. јула, одлучивши да студира право и „сматра окупацију одговорном“. Мурал са ликом Ахед Тамими на окупационом зиду раздвајања урадили су двојица италијанских уметника - Тукиос и Јорит - у част њеног пуштања на слободу. Обојица уметника су ухапшена и приморана да напусте Израел.